# Guy Spier
Guy Spier (ur. 4 lutego 1966 w Pietermaritzburgu) jest inwestorem mieszkającym w Zurychu. Jest autorem książki Edukacja inwestora wartości.   Spier jest menadżerem funduszu Aquamarine Fund, który dysponuje aktywami o wartości 400 milionów dolarów. Znany jest z tego, że w 2008 roku wraz z Mohnishem Pabrai zaoferowali kwotę 650 100 dolarów amerykańskich za charytatywny lunch z Warrenem Buffettem. W 2009 roku Atul Gawande wspomniał go w swojej książce The Checklist Manifesto, opisując korzystanie z list kontrolnych w ramach procesu inwestycyjnego.  Jest bratem Tanyi de Jager i wnukiem Selmara Spiera, niemiecko-izraelskiego prawnika, historyka, korespondenta zagranicznego i rolnika.

## Edukacja i wczesne życie
Spier urodził się w 1966 roku w Pietermaritzburgu w Republice Południowej Afryki. Gdy miał trzy miesiące, jego rodzina przeprowadziła się do Tel Awiwu w Izraelu, gdzie uczęszczał do przedszkola. W 1970 roku jego rodzina przeprowadziła się do Iranu, gdzie uczęszczał do Szkoły Ambasady Brytyjskiej w Teheranie. W 1977 roku jego rodzina ponownie przeprowadziła się do Richmond w Wielkiej Brytanii, a on sam uczęszczał do City of London Freemen's School w Ashtead, w hrabstwie Surrey, gdzie uczył się w internacie przez tydzień. W 1984 roku rozpoczął studia prawnicze w Brasenose College w Oksfordzie, gdzie jego nauczycielami byli m.in. Hugh Collins, Peter Birks i Mary Stokes. Dwa lata później, w 1986 roku, zmienił kierunek studiów na PPE ( politologię, filozofię i ekonomię ).  Jednym z jego wykładowców był Peter Sinclair z ekonomii, gdzie okazjonalnie udzielał korepetycji Davidowi Cameronowi, późniejszemu premierowi. Studiował także nauki polityczne u Vernona Bogdanora. Mimo że z nauk politycznych radził sobie przeciętnie, okazał się zdolnym ekonomistą i ukończył studia z wyróżnieniem, otrzymując nagrodę Georga Webb Medley Prize za osiągnięcia w dziedzinie ekonomii.
Podczas letnich pobytów na uniwersytetach Spier kończył również kursy na Uniwersytecie Ruprechta-Karola w Heidelbergu i w Harvard Summer School. Odbywał również staż w Creditanstalt w Londynie. W 1990 roku Spierowi zaproponowano miejsce w programie Joint Business and Economics PhD oraz programie MBA na Harvardzie. Zdecydował się na studia MBA i w 1993 roku ukończył je. Współpracownikami HBS byli m.in. Mark Pincus, Chris Hohn i Sherry Coutu.

## Kariera
W latach 1988–1990 Spier był wspólnikiem w Braxton Associates, firmie doradztwa strategicznego, która później została sprzedana Deloitte Consulting. Mając swoje biura w Londynie i Paryżu, Spier współpracował z Davidem Pittem-Watsonem, Michaelem Liebreichem i innymi, doradzając brytyjskim i europejskim firmom w zakresie strategii dotyczących Wspólnego Rynku Europejskiego. Następnie odbył staż w Jednostce Studiów Perspektywicznych (Cellule de Prospective) w Komisji Europejskiej w Brukseli.
W swojej książce Spier pisze, że chociaż w ostatnim roku studiów w Harvard Business School odbywał rozmowy kwalifikacyjne z renomowanymi firmami, takimi jak Goldman Sachs i JP Morgan, odrzucił je, aby pracować dla mniej znanego DH Blaira. Jako wiceprezes starał się pozyskać fundusze na nowe startupy technologiczne. Spier opisał później to doświadczenie jako „niepodobne” do tego, jakie miało miejsce w filmie Wilk z Wall Street. Była to decyzja zawodowa, której szybko zaczął żałować. 
Po odejściu z bankowości inwestycyjnej, Spier założył Aquamarine Fund, spółkę inwestycyjną inspirowaną i wzorowaną na spółkach inwestycyjnych Warrena Buffetta z lat 50. XX wieku. Funduszem nadal zarządza Spier, a w czerwcu 2021 roku jego aktywa pod zarządzaniem wynosiły 300 mln USD. 
Spier ściśle przestrzega zasad Warrena Buffetta dotyczących inwestowania w wartość oraz alokacji kapitału. Przyznaje jednak, że inwestowanie oparte na wartości zmieniło się z czasem, a popularność tego stylu oznacza, że inwestorzy mają ogólnie mniej możliwości. Pomysły, które się sprawdzą, nadal będą istnieć, ale dzisiejszy inwestor odnoszący sukcesy musi patrzeć dalej i czasem myśleć nieszablonowo.  Ostatnio Spier zdecydowanie unikał jakichkolwiek form aktywizmu, wyjaśniając: „Moim celem jako inwestora jest pomnażanie kapitału moich akcjonariuszy, a nie wdawanie się w zbędne spory czy odgrywanie roli moralizującego krzyżowca.”
Spier regularnie występuje w obronie uczciwości i skromności w zarządzaniu firmami finansowymi. W 2008 roku Spier opublikował artykuł wraz z Peterem Sinclairem i Tomem Skinnerem na temat „Premii, agencji ratingowych i kryzysu kredytowego”, w którym dowodził, że częścią przyczyny kryzysu z 2008 roku była krótkoterminowość prowadząca do błędnego obliczania premii w firmach ratingowych i innych firmach finansowych.  Zdecydowanie opowiadał się również za zerowymi opłatami za zarządzanie w przypadku profesjonalnego zarządzania inwestycjami.  Spier wyraził poparcie dla idei, aby Szwajcaria stała się centrum prawdziwej doskonałości inwestycyjnej, stwierdzając: „Choć szwajcarskie klastry biotechnologiczne, zdrowotne i technologiczne są wyjątkowo dobrze rozwinięte, szwajcarska bankowość prywatna wciąż ma przed sobą długą drogę do osiągnięcia pełnego potencjału.”
W 2003 roku Spier, podobnie jak David Einhorn, Bill Ackman i Whitney Tilson, stał się celem śledztw prowadzonych przez Eliota Spitzera, wówczas prokuratora generalnego Nowego Jorku, a także przez amerykańską Komisję Papierów Wartościowych i Giełd w związku ze sprzedażą krótką akcji Farmer Mac, MBIA i Allied Capital. Załamanie się tych przedsiębiorstw w czasie kryzysu finansowego w latach 2007–2008 potwierdziło ich krótką tezę  i stało się tematem książek Ackmana  i Einhorna. 
W 2014 roku Palgrave MacMillan opublikował książkę The Education of a Value Investor, w której opisuje zmagania Spiera na początku jego kariery w bankowości inwestycyjnej na Wall Street i jego transformację w inwestora wartości. Książka sprzedała się w nakładzie ponad 175 000 egzemplarzy w języku angielskim i została przetłumaczona na język hiszpański,  niemiecki,  japoński,  koreański,  chiński,  polski,  hebrajski,  i wietnamski. 
W 2016 r. Spier wraz z Philem Townem i Matthew Petersonem skutecznie wnieśli do sędziego Sontchiego w Sądzie Upadłościowym stanu Delaware petycję o utworzenie oficjalnego komitetu udziałowców głównej korporacji, która ogłosiła upadłość na początku tego roku. 
W 2019 r. w wywiadzie dla serwisu YouTube z Tilmanem Verschem z ValueDACH Spier porównał sztukę doboru akcji do „pijaków w barach”  odnosząc się również do Dana Bilzeriana.
W 2020 roku Spier był gospodarzem panelu na temat „Przyszłości inteligentnego inwestowania” z udziałem Nialla Fergusona, Sandy Climan i Daniela Aegertera.
Spier jest organizatorem dorocznej konferencji inwestycyjnej w Klosters pod nazwą „VALUEx”. Wśród uczestników znaleźli się Joe Chapman i Richard Reese, były dyrektor generalny Iron Mountain. 
Spier jest okazjonalnym komentatorem finansowym w mediach. 
W 2022 roku ostatni charytatywny lunch fundacji Glide z Warrenem Buffettem został sprzedany za kwotę 19 000 100 dolarów  co stanowi kwotę trzydziestokrotnie wyższą od tej, jaką zapłacili Spier i Pabrai.

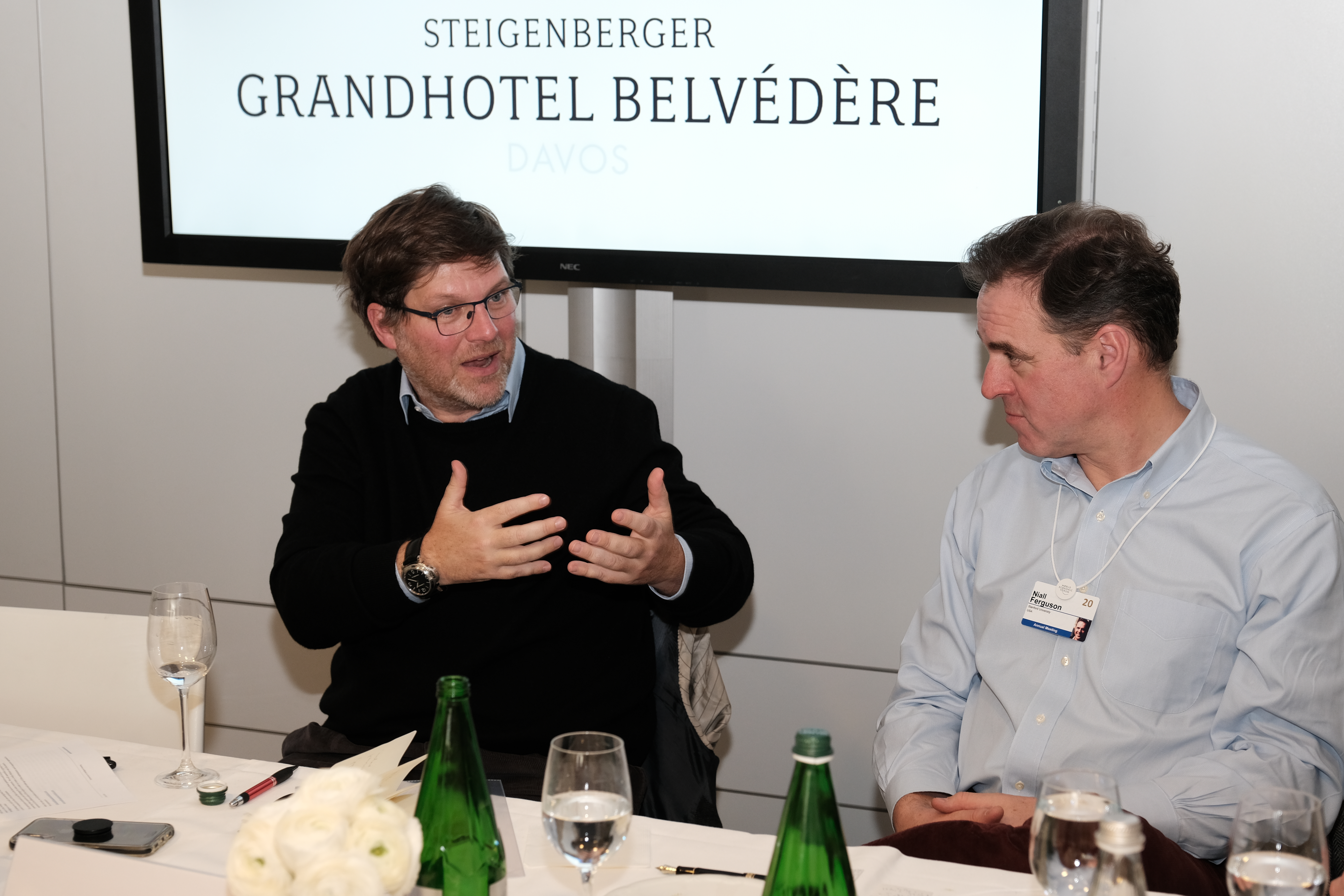
Guy Spier rozmawia z Niallem Fergusonem podczas Światowego Forum Ekonomicznego

## Komentarz publiczny

### Fundacja Hershey
W 2002 r., pisząc dla Financial Times, Spier zakwestionował motywy dyrektorów Hershey Trust Company, którzy wyprzedali swoje udziały, pytając: „Dlaczego ktokolwiek przy zdrowych zmysłach miałby chcieć wymienić znaczną część akcji Hershey, z jej doskonałymi cechami, na nieznaczną część mieszaniny amerykańskich przedsiębiorstw, prawdopodobnie wybranej przez jakiegoś doradcę, który lepiej radzi sobie z przyjmowaniem ofert niż z zapewnianiem wyników inwestycyjnych?  ”.

### Polityka gospodarcza Kwasi Kwarteng i Liz Truss
W 2022 roku Spier skrytykował politykę gospodarczą Liz Truss i Kwasi Kwartenga. W artykule opublikowanym w Financial Times napisał:
„Inwestorzy tacy jak ja szukają takich jurysdykcji i regionów, w których istnieje rząd podejmujący inteligentne decyzje i racjonalnie przydzielający zasoby.
Wielka Brytania była kiedyś takim krajem. Jednak coraz częściej odchodzi od tej ścieżki. Mimo posiadania dobrze wykształconej siły roboczej, dużego kapitału i niematerialnej infrastruktury rozwiniętego kraju, kraj ten spada w rankingach. ". 

### Ocena suwerenności Indii
W 2024 roku Spier dołączył do V. Ananthy Nageswarana, apelując o rewizję obecnego ratingu kredytowego Indii, który wynosi BBB-. 
W artykule dla Horasis argumentowano, że „Indie zasługują na lepszą ocenę kredytową i silniejszą rolę lokalnych agencji ratingowych”.  Spier nie kryje się ze swoją inwestycją w Care Ratings, która ma skorzystać na większym zaangażowaniu lokalnych agencji ratingowych w ocenę długu państwowego.  

### Wykłady publiczne
Spier regularnie przemawia do studentów i innych odbiorców na uniwersytetach, m.in. w MIT,  Ivey School of Business,  Harvard Business School, Guanghua School of Management i Google. 
W latach 2000–2005 Spier pełnił funkcję prezesa Stowarzyszenia Absolwentów Oxfordu w Nowym Jorku przy ścisłym wsparciu Amandy Pullinger. Pod jego przywództwem i przywództwem Pullingera stowarzyszenie rozrosło się do ponad 5000 członków i było pionierem w przenoszeniu amerykańskiego podejścia do relacji z absolwentami na brytyjski uniwersytet.   W latach 2007–2009 Spier zasiadał w radzie doradczej Fundacji Dakshana. 
Spier często promował Indie jako atrakcyjne miejsce do inwestowania. W wywiadzie dla Economic Times of India stwierdził : „Myślę, że Indie będą fascynującym miejscem do życia przez następne 50 lat”.
W 2017 roku Spier dołączył do nowo utworzonego zarządu Szwajcarskiego Towarzystwa Przyjaciół Uniwersytetu Oksfordzkiego.   Jest również członkiem zarządu UN Watch i rad doradczych Horasis i World Minds.  Jest również członkiem Międzynarodowej Rady Global Leadership Foundation, fundacji założonej przez laureata Pokojowej Nagrody Nobla FW de Klerka.

## Społeczność inwestująca w wartość
Od ponad dekady Spier znajduje się w coraz większym centrum uwagi. W 2010 roku jeden z odcinków serialu dokumentalnego „Legendy i liderzy funduszy hedgingowych i finansów” w reżyserii Mathiasa Knaba skupiał się na nim i jego stylu inwestowania.  Strona internetowa Dataroma śledzi portfel Guya Spiera i innych superinwestorów nastawionych na wartość, wyodrębniając dane z dokumentów finansowych. 
Spier jest znany z mentoringu młodych inwestorów i bycia aktywnym członkiem społeczności inwestorów zorientowanych na wartość.   Często rozmawia z innymi inwestorami za pośrednictwem wywiadów, podcastów i mediów społecznościowych, wzmacniając poczucie wspólnoty i współpracy. Podczas wykładów często porusza kwestie psychologicznych aspektów inwestowania, zagadnień etycznych i znaczenia ciągłego uczenia się.
Spier organizuje VALUEx BRK, wydarzenie organizowane przy okazji corocznego walnego zgromadzenia akcjonariuszy Berkshire Hathaway w Omaha w stanie Nebraska. Spier jest znany z założenia konferencji VALUEx w Klosters w 2011 r. i jej corocznej organizacji.  Spotkanie gromadzi niewielką grupę inwestorów z całego świata, którzy chcą dyskutować o pomysłach inwestycyjnych, dzielić się spostrzeżeniami i nawiązywać kontakty w nieformalnej i wspólnej atmosferze.

## Życie osobiste
Spier mieszka w Zurychu ze swoją żoną Lory i trójką dzieci – Evą, Isaakiem i Sarah. Jest spokrewniony z rodzinami bankierów Lazard, Speyer i Rothschild poprzez praprababkę, Johannę Lazard.  Jest byłym mieszkańcem Tuxedo Park w Nowym Jorku, wioski założonej przez Pierre'a Lorillarda pod koniec XIX wieku, gdzie mieszkał w domku Bruce'a Price'a. Jest członkiem Organizacji Przedsiębiorców, Organizacji Młodych Prezydentów i Synagogi Westminsterskiej.

## Odniesienia
1. ↑  Guy Spier: The Education of a Value Investor. Palgrave MacMillan, 9 September 2014. ISBN 978-1137278814. Brak numerów stron w książce
2. ↑  19215566. viaf.org. [dostęp 2024-08-02].
3. ↑  Book Review: 'The Checklist Manifesto: How to Get Things Right. 22 June 2011.
4. ↑  Guy Spier: The Education of a Value Investor. Palgrave MacMillan, 2014, s. 21–31. ISBN 978-1137278814.
5. ↑  Guy Spier: How Value Investing has changed – new strategies of successful value investors – Opalesque TV. opalesque.tv. [dostęp 2017-02-05].
6. ↑  Guy Spier: The Education of a Value Investor. Palgrave Macmillan, 2014. Brak numerów stron w książce
7. ↑  Guy Spier. Bonuses, Credit Rating Agencies and the Credit Crunch. „Centre for Dynamic Macroeconomic Analysis.”, September 2008.brak numeru strony
8. ↑  Guy Spier: Zero Management Fees. 25 March 2019.
9. ↑  The Hedge Fund Witch Hunt: Eliot Spitzer's latest investigation is pursuing the wrong guys.. Slate, Feb 13, 2003.
10. ↑  MBIA falls 13% after Moody's cuts rating Two-notch downgrade was more than some expected; Ambac cut to Aa. MarketWatch, June 20, 2008.
11. ↑  Richard Christine: Confidence Game: How Hedge Fund Manager Bill Ackman Called Wall Street's Bluff. Brak numerów stron w książce
12. ↑  La educación de un inversor en valor – Value School. [dostęp 2024-07-31]. (hiszp.).
13. ↑  Guy Spier: Die Lehr- und Wanderjahre eines Value-Investors. 2017-01-23. ISBN 978-3-89879-738-2. (niem.). Brak numerów stron w książce
14. ↑  Pan;ウィザードブックシリーズ第230弾 勘違いエリートが真のバリュー投資家になるまでの物語. www.panrolling.com. [dostęp 2024-07-31].
15. ↑  iremedia.co.kr. iremedia.co.kr. [dostęp 2024-07-31].
16. ↑  读书笔记之《华尔街之狼从良记》_巴菲特_斯皮尔_价值. www.sohu.com. [dostęp 2024-07-31].
17. ↑  Helion SA: Moja droga do inwestownia w wartośc. (pol.). Brak numerów stron w książce
18. ↑  חינוכו של משקיע / גיא שפיר. כנרת זמורה. [dostęp 2024-07-31]. (hebr.).
19. ↑  Lột Xác Để Trở Thành Nhà Đầu Tư Giá Trị – FinFin. finfin.vn. [dostęp 2024-07-31].
20. ↑  Horsehead Shareholders win court fight.
21. ↑  What has a bar to do with finding investment ideas? Guy Spier on idea generation, process and research. 18 November 2019. [dostęp 2019-11-20].
22. ↑  Vitaly Katsenelson: Guy Spier: What I Learned From The Value Investor. www.valuewalk.com, 2016-01-07. [dostęp 2022-03-07]. (ang.).
23. ↑  Guy Spier: India Deserves a Better Credit Rating and a Stronger Role for Local Rating Agencies. Horasis, 2024-02-19. [dostęp 2024-06-17].
24. ↑  Ben Alaimo: Guy Spier on His Strategy and Investments in India. Guru Focus. [dostęp 2024-06-19].
25. ↑  Tanushree Banjerjee: Global Hedge Fund Manager Signals India Ratings Upgrade and Massive Bull Run. Equity Master. [dostęp 14 August 2024].zły zapis daty dostępu
26. ↑  MIT Management Sloan School Conference.
27. ↑  Interview with Guy Spier. Ivey School of Business.
28. ↑  Mohnish Pabrai: Dakshana Annual Report 2009. dakshana.org, April–May 2009.
29. ↑  Swiss Friends opens for business – Development Office. [dostęp 2019-09-11].
30. ↑  Our board " Swiss Friends of Oxford University. [dostęp 2019-04-13].
31. ↑  Matthias Knab: Legends & Leaders in Hedge Funds and Finance - Guy Spier (Documentary). Amazon Prime: Legends & Leaders in Hedge Funds and Finance - Guy Spier, 2010.
32. ↑  DATAROMA Superinvestors Portfolio Holdings. www.dataroma.com. [dostęp 2024-08-02].
33. ↑  Author Guy Spier: From hospitality to smokestacks: A personal exploration of the boundaries of ethical value investing. www.cfauk.org. [dostęp 2024-07-31]. (ang.).Sprawdź autora:3.
34. ↑  Learning from Guy Spier: Path in Investing, Philosophy, Case Studies. MOI Global, 2021-11-02. [dostęp 2024-07-31]. (ang.).
35. ↑  Home - VALUEx Klosters. [dostęp 2024-07-31]. (ang.).
36. ↑  Descendents of Wolf Speyer Spier, Merzhausen. [dostęp 2012-03-30]. [zarchiwizowane z tego adresu (27 September 2011)].